# Trend (Vesthimmerlands Kommune)
 For alternative betydninger, se Trend. (Se også artikler, som begynder med Trend)
Trend er en bebyggelse i Vesthimmerlands Kommune i Nordjylland, der ligger i nærheden af Vitskøl Kloster og 22 km vest for Aars. Trend ligger ud til Bjørnsholm Bugt i Limfjorden. Trend fik sit navn fra en mølle, der blev bygget af Vitskøl Kloster, som hed Trende mølle. Trend har en kro og campingplads. Kroen hedder Trend kro, og campingpladsen har en lille dagligvarebutik, en minigolfbane, bar og et spisested. Stranden er populær blandt beboerne og benyttes af surfere. Det særlige ved stranden er, at der er lavvande langt ud. I Trend Storskov syd for Trend ligger Trend jagthytte som ejes af Dronning Margrethe.